# Тік (селище)
Тік — селище в Україні, у Грушівській сільській територіальній громаді Криворізького району Дніпропетровської області.
Населення — 231 мешканець.

## Географія
На північному сході межує з селищем Токівське, на північному заході з селом Червоний Тік, та на заході з селом Запорізьке. Через селище проходить залізниця, станція Тік.

## Населення
Згідно з переписом УРСР 1989 року чисельність наявного населення селища становила 263 особи, з яких 121 чоловік та 142 жінки.
За переписом населення України 2001 року в селищі мешкала 231 особа.

### Мова
Розподіл населення за рідною мовою за даними перепису 2001 року:
| Мова       | Відсоток |
| ---------- | -------- |
| українська | 81,82 %  |
| російська  | 16,45 %  |
| білоруська | 0,43 %   |
| вірменська | 0,43 %   |
| молдовська | 0,43 %   |
| інші       | 0,44 %   |